# رود آب سیاه

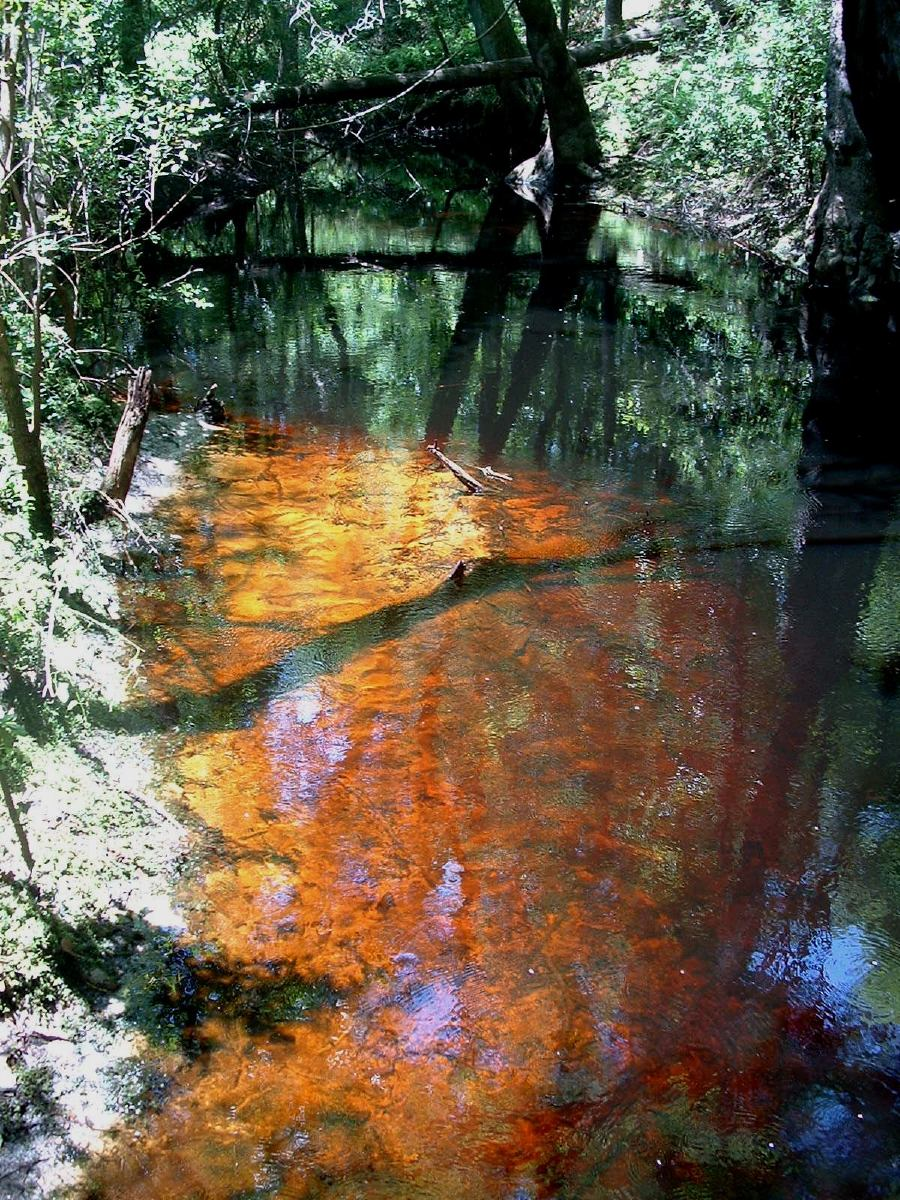
جریانی در فلوریدا که از باتلاق تغذیه می‌شود و آب سیاه دست نخورده آغشته به تانن را نشان می‌دهد.

رود آب سیاه (انگلیسی: Blackwater river) نوعی رودخانه با کانالی با حرکت کند است که از میان باتلاق‌ها یا تالاب‌های جنگلی می‌گذرد. با پوسیدگی پوشش گیاهی، تانن‌ها به داخل آب می‌روند و آب شفاف و اسیدی ایجاد می‌کنند که رنگ آمیزی تیره دارد و شبیه چای سیاه است. بیشتر رودهای بزرگ آب سیاه در حوزه آمازون و جنوب ایالات متحده قرار دارند. این اصطلاح در مطالعات رودخانه‌ای، زمین‌شناسی، جغرافیا، بوم‌شناسی و زیست‌شناسی استفاده می‌شود. همه رودخانه‌های تاریک از این نظر فنی آب سیاه نیستند. برخی از رودخانه‌ها در مناطق معتدل که در مناطقی از لوم سیاه تیره زهکشی یا جریان دارند، به دلیل رنگ خاک به سادگی سیاه هستند. این رودخانه‌ها رودخانه‌های گلی سیاه هستند. مصب گل سیاه نیز وجود دارد.